# أنطوانيت أمالي من براونشفايغ-فولفنبوتل
أنطوانيت أمالي من براونشفايغ-فولفنبوتل (Antoinette Amalie؛ 14 أبريل 1696 - 6 مارس 1762)؛ كانت دوقة براونشفايع-فولفنبوتل بزواجها من فرديناند ألبرخت الثاني؛ وفضلاً عن ذلك هي والدة ملكة بروسيا ودوقة ساكس كوبورغ-سالفيلد وملكة الدنمارك-النرويج.

## العائلة
كانت أنطوانيت أمالي هي الابنة الرابعة والصغرى لوالديها لودفيغ رودولف، دوق براونشفايغ-فولفنبوتل وزوجته الأميرة كريستين لويز من أوتينغن-أوتينغن، فشقيقتها الكبرى إليزابيث كريستين هي والدة الإمبراطورة ماريا تيريزا، في حين شقيقتها الأُخرى شارلوت كريستين أصبحت كنة بطرس الأكبر إمبراطور روسيا ووالدة بطرس الثاني إمبراطور روسيا، وأيضا لديها شقيقة توفيت صغيرة.

## الزواج
في 15 أكتوبر 1712 أصبحت متزوجة من ابن عمها فرديناند ألبرخت دوق براونشفايغ-فولفنبوتل-بيفيرن، بحيث كانت والدة لثمانية أبناء وستة بنات، في 1731 أصبح والدها رسمياً دوق براونشفايغ-فولفنبوتل بعد وفاة عمها أوغست فيلهلم دون ورثة، ومع وفاة والدها في 1735 انتقلت الخلافة الإمارة إلى زوجها الذي توفي هو الأخر بعد ستة أشهر من الخلافة التي انتقلت إلى ابنهما البكر كارل الأول، عاشت الأرملة أنطوانيت أمالي بعد وفاة زوجها في قلعة أنطوانيتنريه التي بناها والده في فولفنبوتل كمقر صيفي، وتوفيت في براونشفايغ في 6 مارس 1662 بعد سبعة وعشرون من وفاة زوجها.
تعتبر أنطوانيت أمالي من خلال العديد من أبنائها جدة للعديد من الملوك وأمراء والنبلاء بما في ذلك: كارولين من براونشفايغ، ملكة بريطانيا العظمى؛ إيفان السادس إمبراطور روسيا؛ فريدرخ فيلهلم الثاني ملك بروسيا، فريدرخ فيلهلم الثالث ملك بروسيا وفيلهيلمينه من بروسيا ملكة هولندا وفيلم الأول ملك هولندا، وفيلهلم الأول إمبراطور الألمان وألكسندرا فيودوروفنا إمبراطورة روسيا؛ ليوبولد الأول ملك بلجيكا، وألبرت من ساكس-كوبورغ وغوتا وفرناندو الثاني ملك البرتغال وليوبولد الثاني ملك بلجيكا وكارلوتا إمبراطورة المكسيك، وفرديناند الأول ملك بلغاريا؛ كريستيان الثامن ملك الدنمارك والنرويج، ولويزه من هسن-كاسل ملكة الدنمارك.

## الأبناء
1. كارل الأول دوق براونشفايغ-فولفنبوتل (1 أغسطس 1713 - 26 مارس 1780)؛ تزوج من الأميرة فيليبينه شارلوته من بروسيا؛ لهم ذرية.[1]
2. أنتون أولريخ (28 أغسطس 1714 - 4 مايو 1774)؛ تزوج من الدوقة الكبرى آنا ليوبولدوفنا من روسيا هي حفيدة إيفان الخامس قيصر روسيا؛ لديهم ذرية بما في ذلك إيفان السادس إمبراطور روسيا.[1]
3. إليزابيث كريستين (8 نوفمبر 1715 - 13 يناير 1797)؛ تزوجت من فريدرش الثاني العظيم ملك بروسيا هو شقيق الأميرة فيليبينه من بروسيا؛ ليس لديهم ذرية.[1]
4. لودفيغ إرنست (25 سبتمبر 1718 - 12 مايو 1788)؛ كان فيلد مارشال في الإمبراطورية الرومانية المقدسة وجمهورية هولندا؛ غير متزوج.[1]
5. فرديناند (12 يناير 1721 - 3 يوليو 1793)؛ كان فيلد مارشال في مملكة بروسيا؛ غير متزوج.[1]
6. لويزه (29 يناير 1722 - 13 يناير 1780)؛ تزوجت من أوغست فيلهلم من بروسيا هو شقيق فريدرش العظيم والأميرة فيليبينه؛ لديه ذرية بما في ذلك فريدرش فيلهلم الأول ملك بروسيا.[1]
7. صوفي أنطوانيت (23/13 يناير يناير 1724 - 17 مايو 1802)؛ تزوجت من إرنست فريدرخ دوق ساكس-كوبرغ-سالفيلد؛ لهم ذرية.[1]
8. ألبرخت (1725-1745)؛ غير متزوج.[1]
9. شارلوته (1726-1766)؛ غير متزوجة.[1]
10. تيريز ناتالي (4 يونيو 1728 - 26 يونيو 1778)؛ كانت الأميرة-راهبة في دير غاندرسهايم.[1]
11. يوليانا ماريا (4 سبتمبر 1729 - 10 أكتوبر 1796)؛ تزوجت من فيريدريك الخامس ملك الدنمارك والنرويج؛ لديهم ابناً واحداً، وهي جدة كريستيان الثامن ملك الدنمارك والنرويج.[1]
12. فريدرخ فيلهلم (1731-1732)؛ توفي رضيعاً.[1]
13. فريدرخ فرانز (1732 - 14 أكتوبر 1758)؛ كان عسكري في مملكة بروسيا؛ غير متزوج.[1]

## الألقاب والمناصب
- 14 أبريل 1696 – 15 أكتوبر 1712 صاحبة السمو الدوقة أنطوانيت أمالي من براونشفايغ-فولفنبوتل.
- 15 أكتوبر 1712 – 1 مارس 1735 صاحبة السمو الدوقة براونشفايغ-لونيبورغ، أميرة بيفيرن.
- 1 مارس 1735 – 2 سبتمبر 1735 صاحبة السمو الدوقة براونشفايغ-لونيبورغ، أميرة فولفنبوتل.
- 2 سبتمبر 1735 – 6 مارس 1762 صاحبة السمو الدوقة الأرملة في براونشفايغ-لونيبورغ، أرملة أمير فولفنبوتل.